# Fritz von der Lancken
Fritz von der Lancken (1890 - 1944) est un officier supérieur allemand de la Seconde Guerre mondiale. Impliqué dans l'attentat du 20 juillet 1944 contre Hitler, il fut exécuté.

## Biographie
Issu de la petite noblesse poméranienne Fritz von der Lancken naît à Thionville, en Lorraine annexée, le 21 juin 1890. Thionville est alors une place forte animée du Reich allemand. Fritz von der Lancken participe à la Première Guerre mondiale. Revenu à la vie civile, il dirige un pensionnat pour enfants de bonne famille à Potsdam. Officier de réserve à la veille de la Seconde Guerre mondiale, Lancken est rappelé en 1939.
Le Lieutenant-colonel von der Lancken est affecté à l'Oberkommando des Heeres, le Haut Commandement de l'armée de terre allemande, dans les services du général Friedrich Olbricht. Dans les années 1943 et 1944, en tant que chef de cabinet, von der Lancken travaille avec Claus von Stauffenberg. La villa des époux Lancken à Potsdam sert alors souvent de lieu de réunions pour les conspirateurs du 20 juillet 1944, servant même de cache temporaire pour les explosifs de l'attentat. Le jour de l'attentat, il travaille au Bendlerblock, à Berlin.
Après l'échec du coup d’État, Fritz von der Lancken est immédiatement arrêté. Le 29 septembre 1944, von der Lancken est condamné à la peine de mort par un jury populaire du Volksgerichtshof. Le jour même, il est exécuté à Berlin-Plötzensee.

## Sources
- Bengt von zur Mühlen: Die Angeklagten des 20. Juli vor dem Volksgerichtshof. Chronos Film GmbH, Berlin 2001
- Hans-Adolf Jacobsen: Spiegelbild einer Verschwörung. Die Opposition gegen Hitler und der Staatsstreich vom 20. Juli 1944 in der SD-Berichterstattung. Geheime Dokumente aus dem ehemaligen Reichssicherheitshauptamt. 2 vol.. Stuttgart, 1984.